# Bergüzar Korel
Bergüzar Korel, née le 27 août 1982 à Istanbul, est une actrice turque.

## Biographie
Elle est mariée avec Halit Ergenç, un acteur. Ils se sont mariés après leur rencontre sur le tournage de leur série commune ( Mille et une nuit).
Elle a joué notamment dans le film du réalisateur Serdar Akar, La Vallée des loups - Irak, ainsi que dans la série télévisée turque Binbir Gece (« Mille et une nuits »).

## Filmographie

### Cinéma
- 2006 : La Vallée des loups - Irak
- 2009 : Aşk Geliyorum Demez

### Télévision
- 2006 - 2009 : Binbir Gece
- 2011 - 2014 : Muhteşem Yüzyıl
- 2012 - 2015 : Karadayı